# Puerto del Tejón
El Tejón es un puerto de montaña en el suroeste de la sierra de Tehachapi que une el Sur de California con el centro del estado.

## Geografía
El ápice del puerto se localica en la esquina más noroccidental del condado de Los Ángeles al norte de Gorman. Su cota máximma está a 1 280 m  a 75 millas al noroeste del centro de Los Ángeles y 47 millas de Bakersfield.

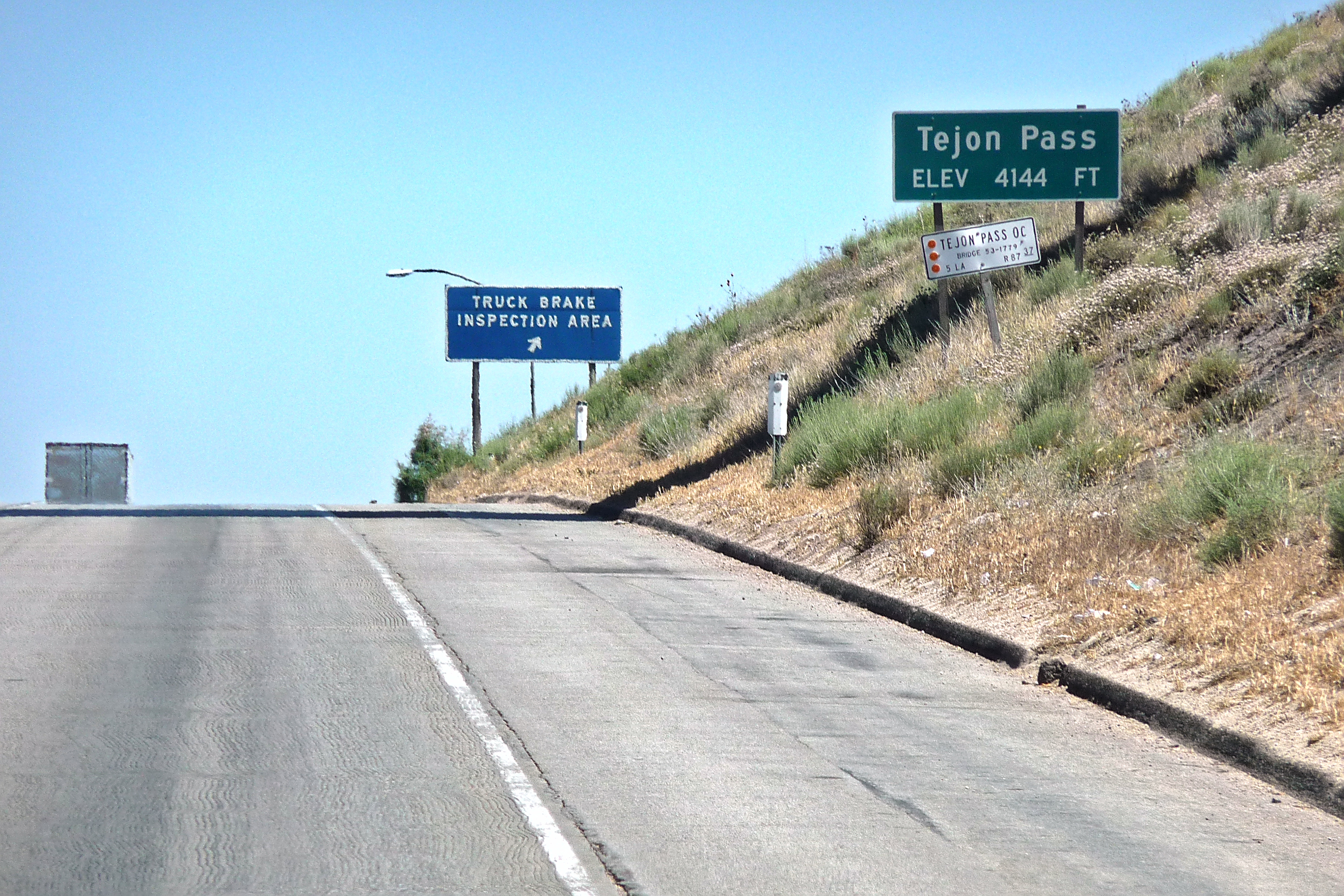
Puerto del Tejón

A través de él atraviesa la interestatal 5, que conecta la parte sureña del estado con el valle de San Joaquín al norte.